# أنزو مازاكي
تيا (بالإنجليزية: Tea Gardner)‏ هي العقل المدبر للمجموعة وغالباً ماتخرج أصدقائها من المشاكل، كما أنها صديقة يوغي منذ الطفولة دائماً تشجع يوغي وجوي في مدينة المبارزين وهي معجبة بنصف يوغي الآخر اليامي.